# Řád Kanady
Řád Kanady (anglicky: Order of Canada) je nejvyšší civilní vyznamenání Kanady a je udílen těm, co dostáli mottu: Desiderantes meliorem patriam (v překladu: „[ti,] co se zasloužili o lepší zemi“). Vytvořen v roce 1967 ke stému výročí Kanady jako britského dominia, Řád měl ocenit ty Kanaďany, kteří se zasloužili o rozvoj vlasti, a cizince, kteří přispěli k rozvoji světa. Nejvyšším představitelem Řádu Kanady je britský král Karel III. kterého formálně zastupuje Generální guvernér Kanady, jenž je rovněž kancléřem Řádu. Od jeho vzniku byl Řád Kanady udělen 5 268 lidem.
V Řádu Kanady existují tři stupně, které mohou být uděleny: Rytíř (nejvyšší), Důstojník a Člen. Každý z těchto stupňů má svoji zkratku, kterou může vyznamenaný používat za jménem. Povýšení do jiného stupně je možné, ale zpravidla se tak neděje dříve než po 5 letech od jmenování do prvního stupně. Úřadující politici a soudci jsou z řádu vyloučení.
Má podobu bílé sněženky s javorovým listem, který je u nejvyššího stupně červený, u druhého stupně zlatý a u třetího stříbrný.

## Rytíř
Rytíř Řádu Kanady (Companion of the Order of Canada) – C.C. 
prokázal největší zásluhy o Kanadu a humanitu na národní nebo mezinárodní scéně. Ročně je vyznamenáno maximálně 15 lidí a je zde i limit 165 žijících členů Řádu Kanady tohoto stupně. Generálnímu guvernéru Kanady je tento stupeň propůjčen automaticky při nástupu do funkce a generální guvernér má právo udělit tento stupeň i své manželce/lovi.

## Důstojník
Důstojník Řádu Kanady (Officer of the Order of Canada) – O.C. 
prokázal mimořádné zásluhy o Kanadu nebo Kanaďany. Tento stupeň je ročně udělen až 64 lidem. K 29. září 2005 byl tento stupeň udělen 1 006 žijícím lidem a není zde žádný početní limit žijících členů.

## Člen
Člen Řádu Kanady (Member of the Order of Canada) – C.M. 
prokázal mimořádný přínos Kanadě nebo Kanaďanům na lokální, regionální úrovni. Tento stupeň může být udělen až 136 lidem ročně. Není zde žádný limit počtu žijících členů. K 29. září 2005 byl tento stupeň udělen 1 964 žijícím členům.